# Балыктуюльское сельское поселение
Балыктуюльское се́льское поселе́ние — муниципальное образование в Улаганском муниципальная районе Республики Алтай Российской Федерации.
Административный центр — село Балыктуюль.

## История
Статус и границы сельского поселения установлены Законом Республики Алтай от 13 января 2005 года № 10-РЗ «Об образовании муниципальных образований, наделении соответствующим статусом и установлении их границ».

## Население
| 2010  | 2011  | 2012  | 2013  | 2014  | 2015  | 2016  | 2017  | 2018  |
| ----- | ----- | ----- | ----- | ----- | ----- | ----- | ----- | ----- |
| 1663  | ↗1665 | ↘1662 | ↗1664 | ↗1682 | ↘1647 | ↘1618 | ↘1603 | ↘1575 |
| 2019  | 2020  | 2021  |       |       |       |       |       |       |
| ↘1561 | ↘1558 | ↗1599 |       |       |       |       |       |       |

## Состав сельского поселения
| № | Населённый пункт | Тип населённого пункта       | Население |
| - | ---------------- | ---------------------------- | --------- |
| 1 | Балыктуюль       | село, административный центр | ↘1340     |
| 2 | Паспарта         | село                         | ↗278      |